# Comté de Clay (Dakota du Sud)
Pour les articles homonymes, voir Comté de Clay.
Le comté de Clay est un comté situé dans l'État du Dakota du Sud, aux États-Unis. En 2010, sa population est de 13 864 habitants. Son siège est Vermillion.

## Histoire
Créé en 1862, le comté est nommé en l'honneur de Henry Clay.

## Villes du comté
- Cities : 
  - Irene
  - Vermillion

- Town :
  - Wakonda

## Démographie
Selon l'American Community Survey, en 2010, 94,21 % de la population âgée de plus de 5 ans déclare parler l'anglais à la maison, 2,74 % l'espagnol, 1,19 % l'allemand et 1,86 % une autre langue.
| 1870  | 1880  | 1890  | 1900  | 1910  | 1920  |
| ----- | ----- | ----- | ----- | ----- | ----- |
| 2 621 | 5 001 | 7 509 | 9 316 | 8 711 | 9 654 |

| 1930   | 1940  | 1950   | 1960   | 1970   | 1980   |
| ------ | ----- | ------ | ------ | ------ | ------ |
| 10 088 | 9 592 | 10 993 | 10 810 | 12 923 | 13 689 |

| 1990   | 2000   | 2010   | - | - | - |
| ------ | ------ | ------ | - | - | - |
| 13 186 | 13 537 | 13 864 | - | - | - |